# Wardomyces
Wardomyces — рід грибів родини Microascaceae. Назва вперше опублікована 1923 року.

## Класифікація
До роду Wardomyces відносять 17 видів:
- Wardomyces aggregatus
- Wardomyces anomala
- Wardomyces anomalus
- Wardomyces columbinus
- Wardomyces dimerus
- Wardomyces giganteus
- Wardomyces hughesii
- Wardomyces humicola
- Wardomyces inflatus
- Wardomyces microsporus
- Wardomyces moseri
- Wardomyces ovalis
- Wardomyces papillata
- Wardomyces papillatus
- Wardomyces pulvinata
- Wardomyces pulvinatus
- Wardomyces simplex